# Krunska kolonija
Krunska kolonija (engleski: Crown colony, prvobitno Royal colony) je bio naziv za teritorije pod direktivom engleskog, kasnije britanskog kralja, kojeg je zastupao guverner.
Krunske kolonije egzistirale su sve do 1981. kad su zakonom poznatim kao British Nationality Act postale Britanske zavisne teritorije (British Dependent Territory), taj naziv promenjen je 2002. u Britanske prekomorske teritorije.

## Karakteristike
Britanci su Krunskim kolonijama uobičajeno proglašavali one zemlje i teritorije po kojima nisu imali dovoljno svojih naseljenika na koje bi se mogli osloniti, pa su na taj način hteli da zadrže apsolutnu kontrolu nad njima. Neke od njih su zapravo bile samo pomorske ili vojničke baze, čija svrha je bila da štite pomorske puteve Britanskog Carstva.

## Istorija
Prva Krunska kolonija bila je Virdzinija, današnja savezna američka država, ona je zapravo bila Kraljevska kolonija, nakon što je engleski kraljevski dvor preuzeo kontrolu nad Kompanijom Virginia (Virginia Company) 1624., iz tog modela su se kasnije razvile Krunske kolonije.
Do sredine 19. veka termin Krunska kolonija davao se samo onim zemljama koje su osvojene ratovima kao što je to bio Trinidad i Tobago ili Britanska Gvajana nakon tog se počeo primjenjivati na bilo koju koloniju širom sveta.
Većina Krunskih kolonija dobile su nezavisnost u periodu od 1950-ih do 1970-ih, dok su ostalih 14 postale Britanske prekomorske teritorije.

## Tipovi Krunskih kolonija
Od 1918. postojala su tri tipa Krunskih kolonija, sa različitim stupnjem autonomije;
- Prvi i najčešći tip Krunskih kolonija, bile su zemlje poput Gibraltara i Svete Helene u kojima je kraljev guverner imao apsolutnu vlast.
- Drugi tip Krunskih kolonija, bile su zemlje poput Šri Lanke i utvrđenja po Malezijskom poluostrvu; Singapuru, Melaki, Penangu i Dindingu u kojima su uz guvernera kolonijom upravljala veća sa članovima koje je postavljao britanski dvor.[2]
- Treći tip Krunskih kolonija, bile su zemlje kao što je Malta, Šri Lanka, Britanska Kolumbija, Fidži i kolonije po Karibima (Jamajka, Bermudi ecc ), one su imale veća sa članovima koji su delimično (ponekad i potpuno) izabrani od lokalnih stanovnika.